# زكي فرايرس
زكي فرايرس (بالإنجليزية: Zeki Fryers)‏ وإسمه الكامل إيزيكيل دافيد فرايرس (بالإنجليزية: Ezekiel David "Zeki" Fryers)‏ وهو لاعب كُرَة قدم إنجليزي بمركز الدفاع ولد في يوم 9 سبتمبر 1992 في مدينة مانشستر في إنجلترا وهو يلعب حالياً مع نادي ويلينج يونايتد مُنذُ عام 2013 كما سبق له اللعب مع ستاندارد لييج في بلجيكا ومع مانشستر يونايتد كما لعب مع منتخب إنجلترا تحت 19 عام.

## روابط خارجية
- زكي فرايرس على موقع قاعدة بيانات كرة القدم.إي يو (الإنجليزية)
- زكي فرايرس على موقع Soccerbase.com (لاعب) (الإنجليزية)
- زكي فرايرس على موقع Soccerway.com (الإنجليزية)
- زكي فرايرس على موقع عالم كرة القدم.نت (الإنجليزية)
- زكي فرايرس على موقع AS.com (الإسبانية)